# Tricana
Tricana – mieszkanka Coimbry, emblematyczna postać i symbol miasta z końca XIX wieku. Tricana często pojawia się w  portugalskiej literaturze, wielu pisarzy i poetów opisuje Tricany przy pracy, a także śpiewa o nich w fado. Charakterystyczny strój Tricany to czarna spódnica, fartuszek, bluzka, chusta i szal przewiązany przez ramię. Jej atrybutem jest gliniane naczynie noszone na głowie, z którym chodziły po wodę nad rzekę Mondego. Prócz noszenia wody zajmowały się również dostarczaniem do zamożnych domów pieczywa, jaj, warzyw, kwiatów, prania, a także były służącymi. 
Obecnie postać Tricany jest reaktywowana przez zespoły ludowe z regionu, a także spoza Portugalii.
W 2008 roku w średniowiecznym centrum Coimbry na ulicy Quebra-Costas ustawiono pomnik przedstawiający Tricanę.

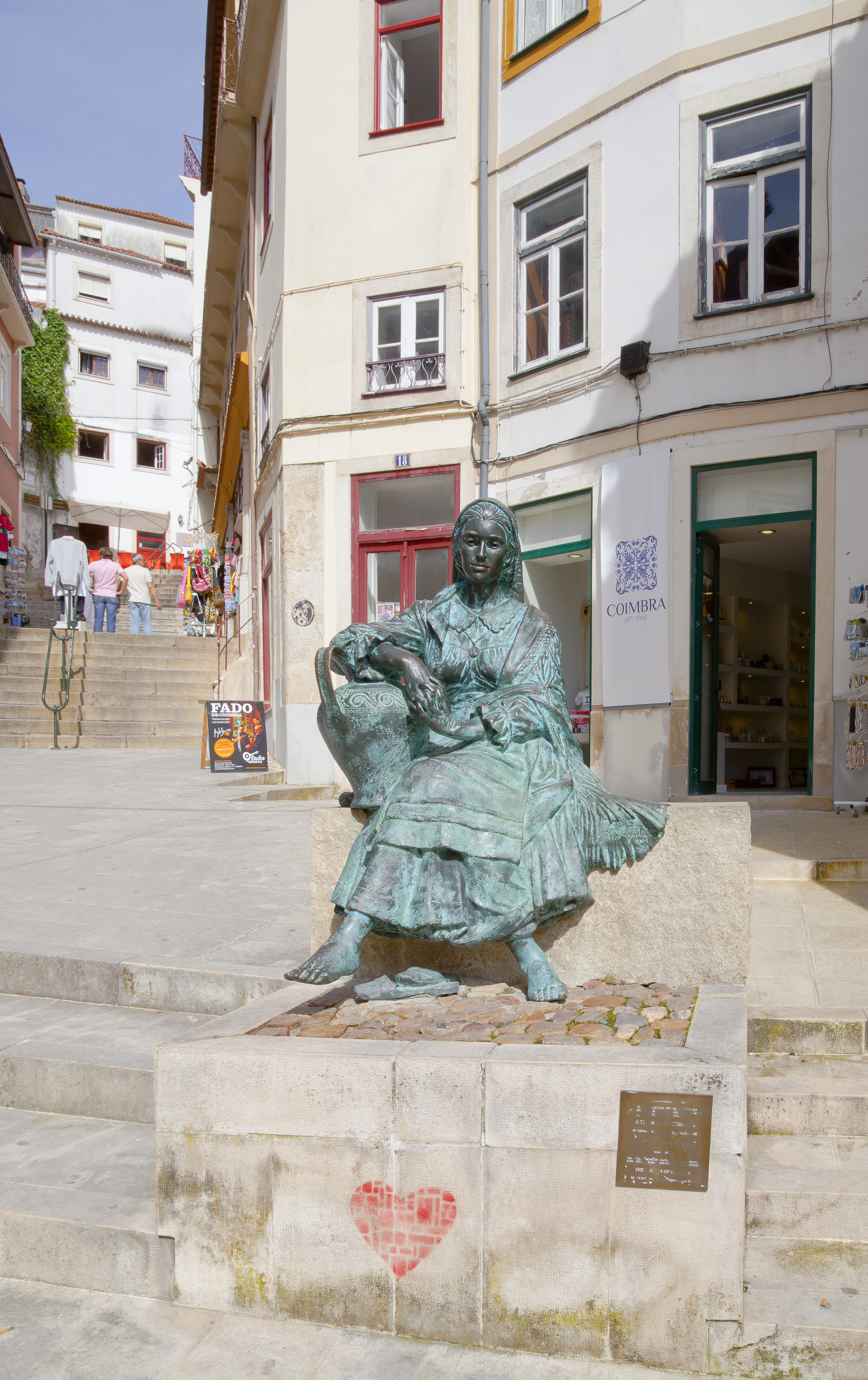
Pomnik Tricany z Coimbry w Rua Quebra Costas, Coimbra, Portugalia